# Desaparecimento de Melissa Caddick
Melissa Louise Caddick ( nascida Melissa Louise Grimley; nascida em 21 de abril de 1971 - desaparecida em 12 de novembro de 2020) foi uma mulher australiana que desapareceu em novembro de 2020 em meio a uma investigação da Comissão Australiana de Valores Mobiliários e Investimentos (ASIC) por conduzir um negócio de serviços financeiros sem titular da Licença Australiana de Serviços Financeiros (AFS).
Caddick desapareceu um dia depois que agentes da ASIC e policiais federais australianos invadiram sua casa em Dover Heights , Sydney , Nova Gales do Sul , sob a suspeita de que ela havia desviado aproximadamente 30 milhões de dólares australianos de investidores, incluindo seus amigos e familiares. Após meses de especulação sobre seu paradeiro, restos humanos parciais descobertos em uma praia na costa sul de New South Wales em fevereiro de 2021 foram confirmados como sendo de Caddick por meio de testes de DNA. Ela foi posteriormente declarada morta. Em 25 de maio de 2023, o vice-legista estadual declarou Caddick morta após um inquérito coronário, mas não conseguiu determinar como ela morreu.